# Winter-Universiade 1960/Skilanglauf
Bei der Winter-Universiade 1960 wurden pro Geschlecht ein Einzel- und ein Staffelwettkampf im Skilanglauf ausgetragen.

## Bilanz

### Medaillenspiegel
| Platz  | Land             | Gold | Silber | Bronze | Gesamt |
| ------ | ---------------- | ---- | ------ | ------ | ------ |
| 1      | Sowjetunion      | 4    | 1      | –      | 5      |
| 1      | Tschechoslowakei | –    | 3      | 1      | 4      |
| 2      | Polen            | –    | –      | 2      | 2      |
| 3      | Jugoslawien      | –    | –      | 1      | 1      |
| Gesamt | Gesamt           | 4    | 4      | 4      | 12     |

### Medaillengewinner
| Disziplin                 | Gold                                                                     | Silber                                                               | Bronze                                                                     |
| ------------------------- | ------------------------------------------------------------------------ | -------------------------------------------------------------------- | -------------------------------------------------------------------------- |
| 12 km Klassisch Männer    | Wassili Jewstratow                                                       | Grigori Kosin                                                        | Cveto Pavčič                                                               |
| 8 km Klassisch Frauen     | Faadija Salimschanowa                                                    | Eva Paulusová                                                        | Vlasta Srnková                                                             |
| 4 × 8 km Klassisch Männer | SowjetunionWassili Jelkin Wassili Jewstratow Grigori Kosin Iwan Surowzew | TschechoslowakeiĽudovít Fusko Ján Ilavský Josef Prokeš Štefan Harvan | PolenWładysław Marek Szymon Krasicki Kazimierz Augustynek Kazimierz Wójcik |
| 3 × 4 km Klassisch Frauen | SowjetunionKapitolina Kruglowa Faadija Salimschanowa Tschernikowa        | TschechoslowakeiZdena Dostálová Vlasta Srnková Eva Paulusová         | PolenWeronika Stempak Stanisława Pradziad Irena Arłamowska-Szymkowska      |